# Campionati europei di karate 1975
I campionati europei di karate 1975 sono stati la 10ª edizione della competizione. Si sono svolti a Ostenda, in Belgio, dal 5 al 7 maggio.

## Podi

### Maschili
| Specialità     | Oro                | Argento           | Bronzo                              |
| Kumite -65 kg  | Roger Paschy       | Willy Voss        | Jacques Bonvin Marc Soli            |
| Kumite -75 kg  | Billy Higgins      | William Millerson | Christian Alifax Wolfgang Ziebart   |
| Kumite -80 kg  | Eugene Codrington  | John Reeberg      | Brian Fitkin Dominique Valera       |
| Open Kumite    | Jacques Abdurraman | Von Johnson       | Pasquale La Cassia Dominique Valera |
| Gara a squadre | Francia            | Svizzera          | Scozia                              |
| Gara a squadre | Francia            | Svizzera          | Germania Ovest                      |